# Весковато
Весковато (итал. Vescovato) је насеље у Италији у округу Кремона, региону Ломбардија.
Према процени из 2011. у насељу је живело 3750 становника. Насеље се налази на надморској висини од 46 м.

## Становништво
| 1931. | 1936. | 1951. | 1961. | 1971. | 1981. | 1991. | 2001. | 2011. |
| ----- | ----- | ----- | ----- | ----- | ----- | ----- | ----- | ----- |
| 4.247 | 4.222 | 4.298 | 3.640 | 3.292 | 3.275 | 3.437 | 3.656 | 3.991 |